# Salteras (kommunhuvudort)
Salteras är en kommunhuvudort i Spanien.   Den ligger i provinsen Provincia de Sevilla och regionen Andalusien, i den sydvästra delen av landet, 400 km sydväst om huvudstaden Madrid. Salteras ligger 156 meter över havet och antalet invånare är 3 814.
Terrängen runt Salteras är huvudsakligen platt. Salteras ligger uppe på en höjd. Runt Salteras är det mycket tätbefolkat, med 1 956 invånare per kvadratkilometer. Närmaste större samhälle är Sevilla, 12,8 km öster om Salteras. Trakten runt Salteras består till största delen av jordbruksmark.